# Euonymus revolutus
Euonymus revolutus là một loài thực vật có hoa trong họ Dây gối. Loài này được Wight mô tả khoa học đầu tiên năm 1850.